# Jablonec nad Jizerou

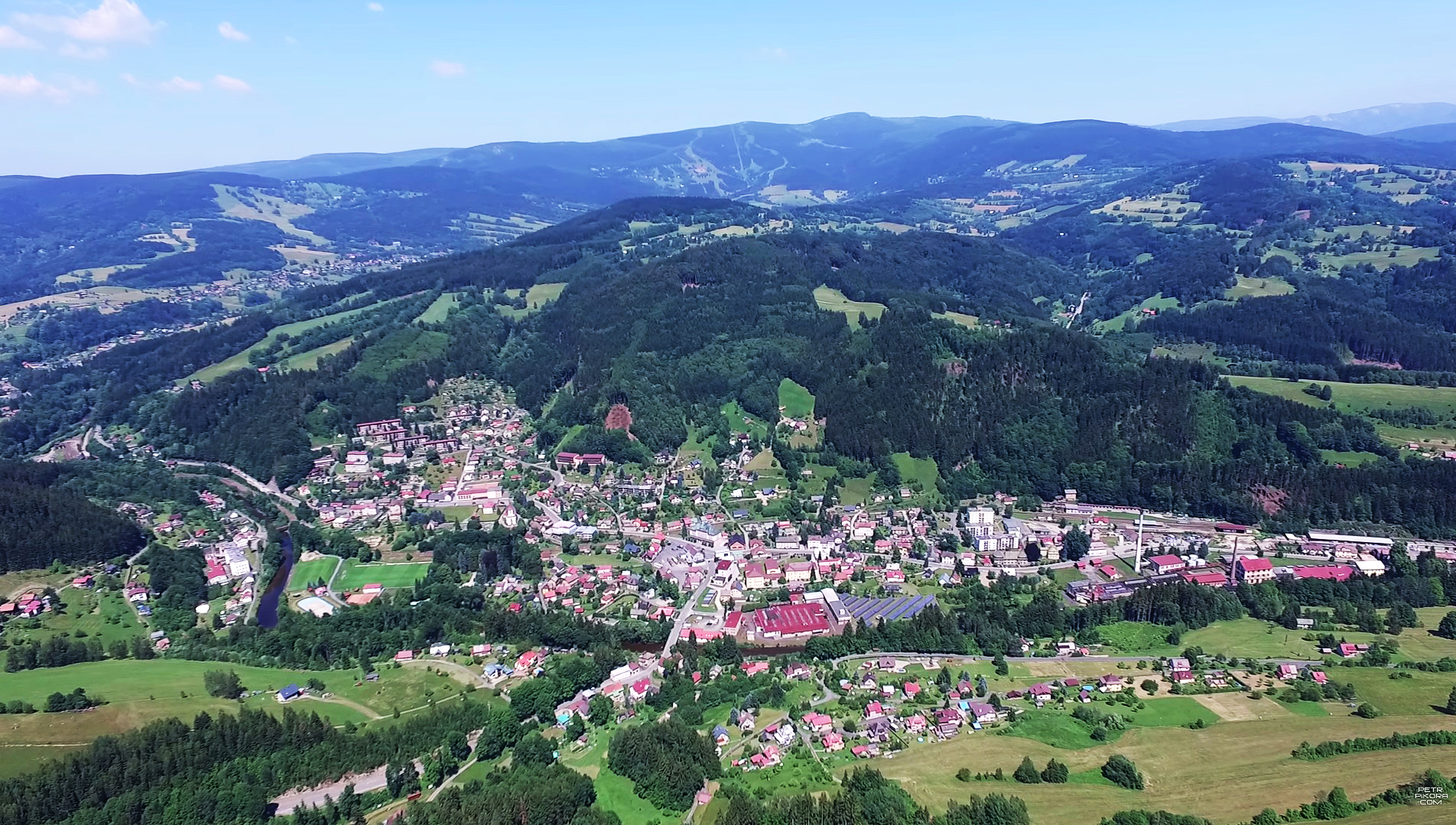
Jablonec nad Jizerou – letecký pohled

Jablonec nad Jizerou (hovorově Jabloneček, krkonošským nářečím Loneček, německy Jablonetz an der Iser) je město v okrese Semily v Libereckém kraji. Žije zde přibližně 1 600 obyvatel.

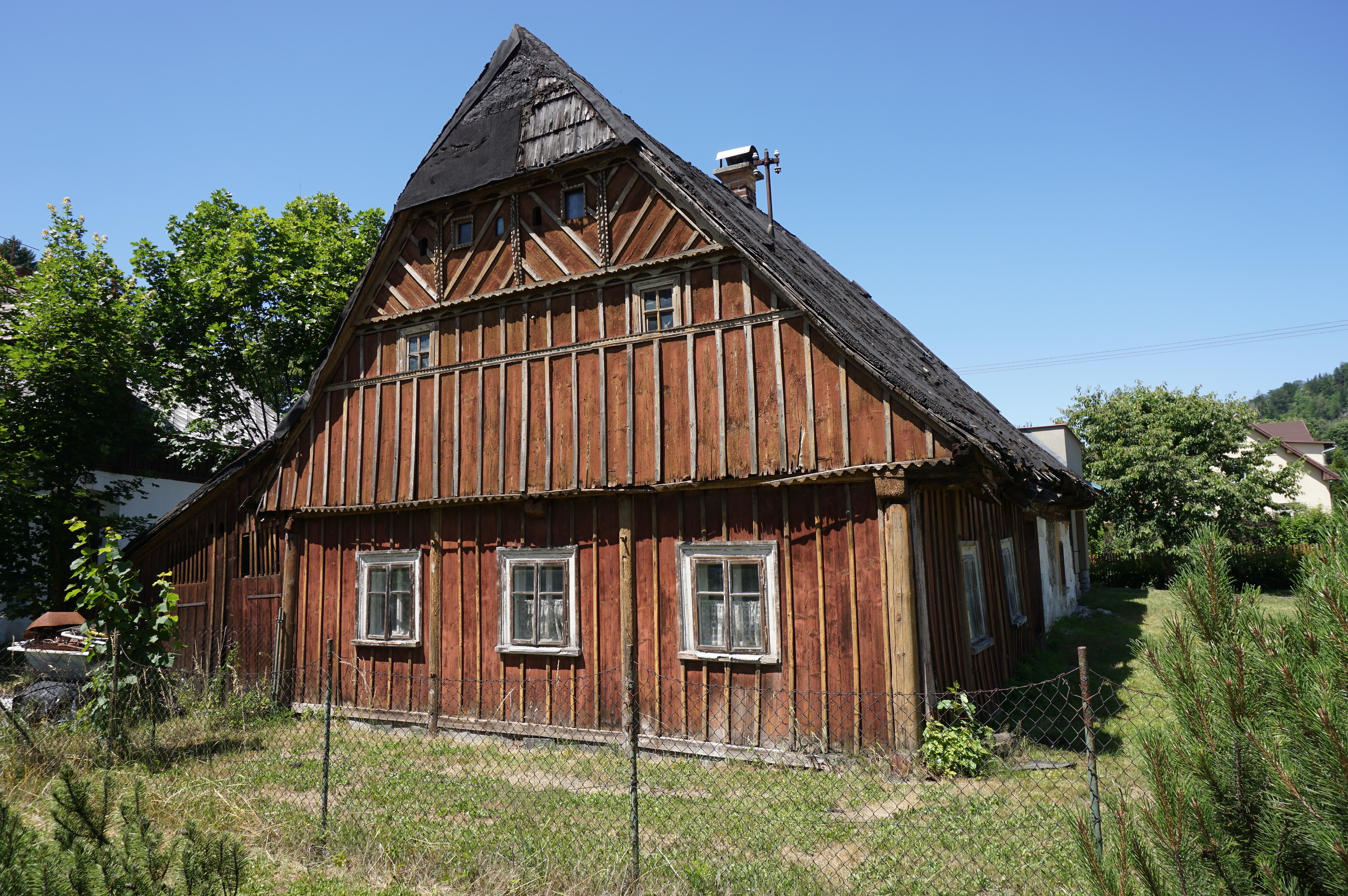
Dům čp. 389

## Varianty názvu
Jelikož se osmnáct kilometrů západním směrem nachází Jablonec nad Nisou, původně obývaný především německým etnikem, užívalo se někdy též označení Český Jablonec nebo Jabloneček. Jméno Jablonec nad Jizerou používá úředně tato obec až od roku 1916.

## Historie
Pří dělení dědictví mezi pány z Valdštejna, Hynka z Jilemnice a Henyka ze Štěpanic, 22. června 1492 získal Hynek z Valdštejna a z Jilemnice do svého dílu mimo jiné majetky, poprvé v dochovaných pramenech zmíněný tento Jablonec, tedy celou ves Jablonec a dvory kmetcí, tedy selské, s platem i pustou ves Vojtěšice.
František Josef I. rozhodl o povýšení Jablonce na městys 14. února 1896, což bylo všeobecně prohlášeno 24. února 1896, a privilegiem, nikoliv ze 7. června 1896, ale ze 7. července 1896, Jablonci udělil znak, kdy místo starší pečetní figury svatého Prokopa v mitře s čertem na řetězu v pravici a opatskou berlou v levici umístěné v kartuši pod nápisem WESS IABLONETZ. Mezi obecné figury jabloneckého znaku patří jabloň, zeď, kostel, přívoz i most.
Výnosem c. k. ministerstva vnitra z 26. července 1916, číslo 26.087, je na žádost obecního zastupitelstva rozšířen název místní obce Jablonec na Jablonec nad Jizerou a v němčině z Jablonetz na Jablonetz an der Iser.
V roce 1971 byl Jablonec nad Jizerou nepřímo povýšen přiznáním městského národního výboru na město.

## Obyvatelstvo
| Rok            | 1869  | 1880  | 1890  | 1900  | 1910  | 1921  | 1930  | 1950  | 1961  | 1970  | 1980  | 1991  | 2001  | 2011  | 2021  |
| -------------- | ----- | ----- | ----- | ----- | ----- | ----- | ----- | ----- | ----- | ----- | ----- | ----- | ----- | ----- | ----- |
| Počet obyvatel | 3 600 | 3 823 | 4 272 | 4 657 | 4 626 | 3 714 | 3 945 | 2 310 | 2 385 | 2 093 | 2 112 | 2 028 | 1 976 | 1 704 | 1 491 |
| Počet domů     | 535   | 558   | 583   | 615   | 636   | 652   | 675   | 701   | 545   | 509   | 471   | 737   | 833   | 743   | 844   |

## Městská správa

### Části města
- Blansko
- Bratrouchov
- Buřany
- Dolní Dušnice
- Dolní Tříč
- Horní Dušnice
- Hradsko
- Jablonec nad Jizerou
- Končiny
- Stromkovice
- Vojtěšice

### Městské symboly
Znak města je historický, vlajka byla městu udělena rozhodnutím předsedy Poslanecké sněmovny Parlamentu České republiky dne 21. dubna 2020.

## Lyžařský areál
V jablonecké části vesnice Tříč se také na hrubostranských Tříčských vrších (vrchol 688 metrů) nachází lyžařský areál Kamenec s 3,3 kilometry sjezdovek a dvěma lyžařskými vleky.

## Pamětihodnosti
- Kostel svatého Prokopa[17]
- Fara (čp. 1)[18]
- Vodní Janatův mlýn čp. 37 v Buřanech
- Kaple Panny Marie ve Stromkovicích
- Odstraněná pamětní deska Pavla Metelky, která bývala na domě čp. 47 památkově chráněna od 3. května 1958 do 22. srpna 1997.[19]
- Dub v Jablonci nad Jizerou, památný strom
- Zděný dům čp. 315[20]
- Částečně roubené domy čp. 289,[21] 396[22] a 413[23]
- Zemědělská usedlost čp. 240[24]

## Galerie

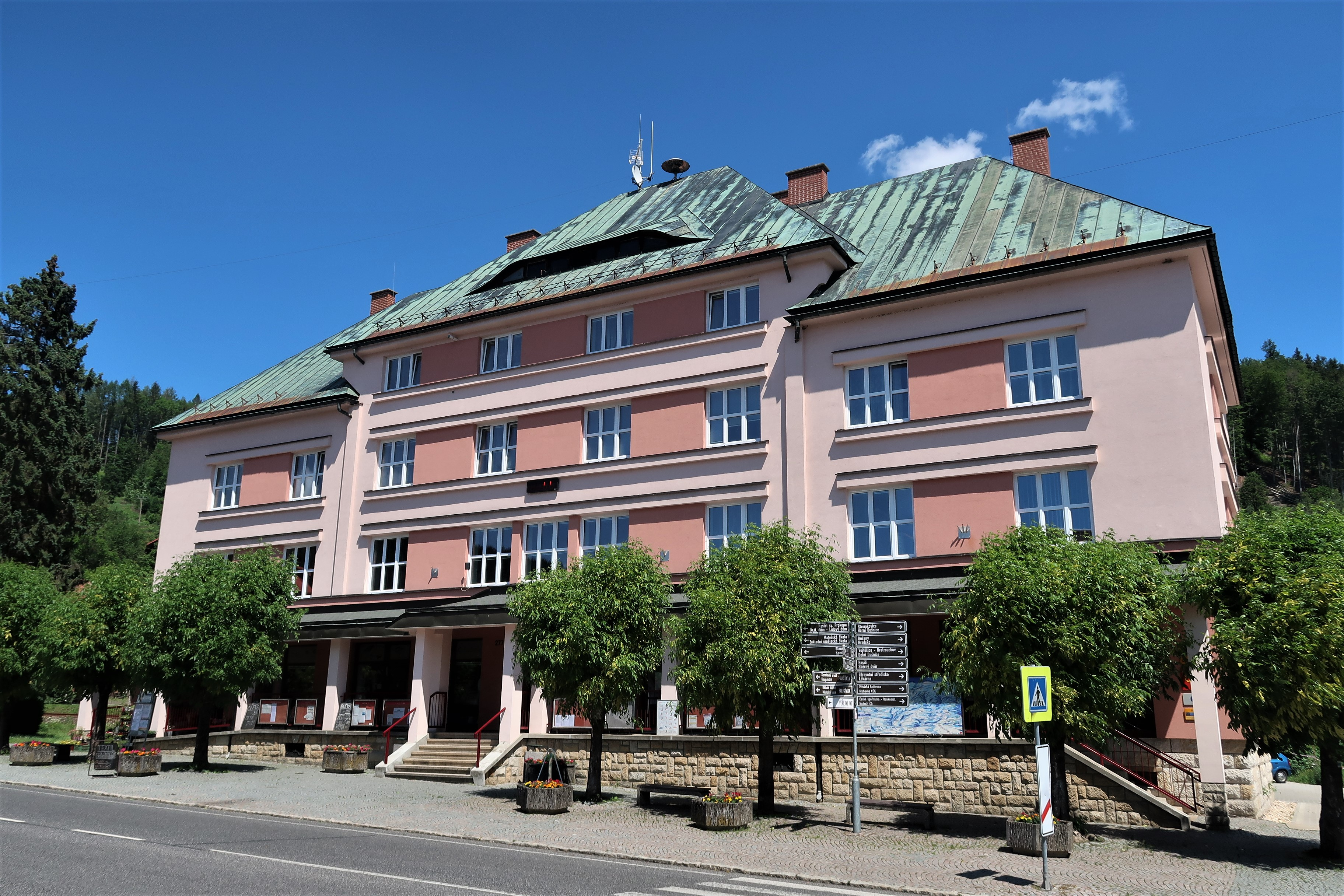
Městský úřad
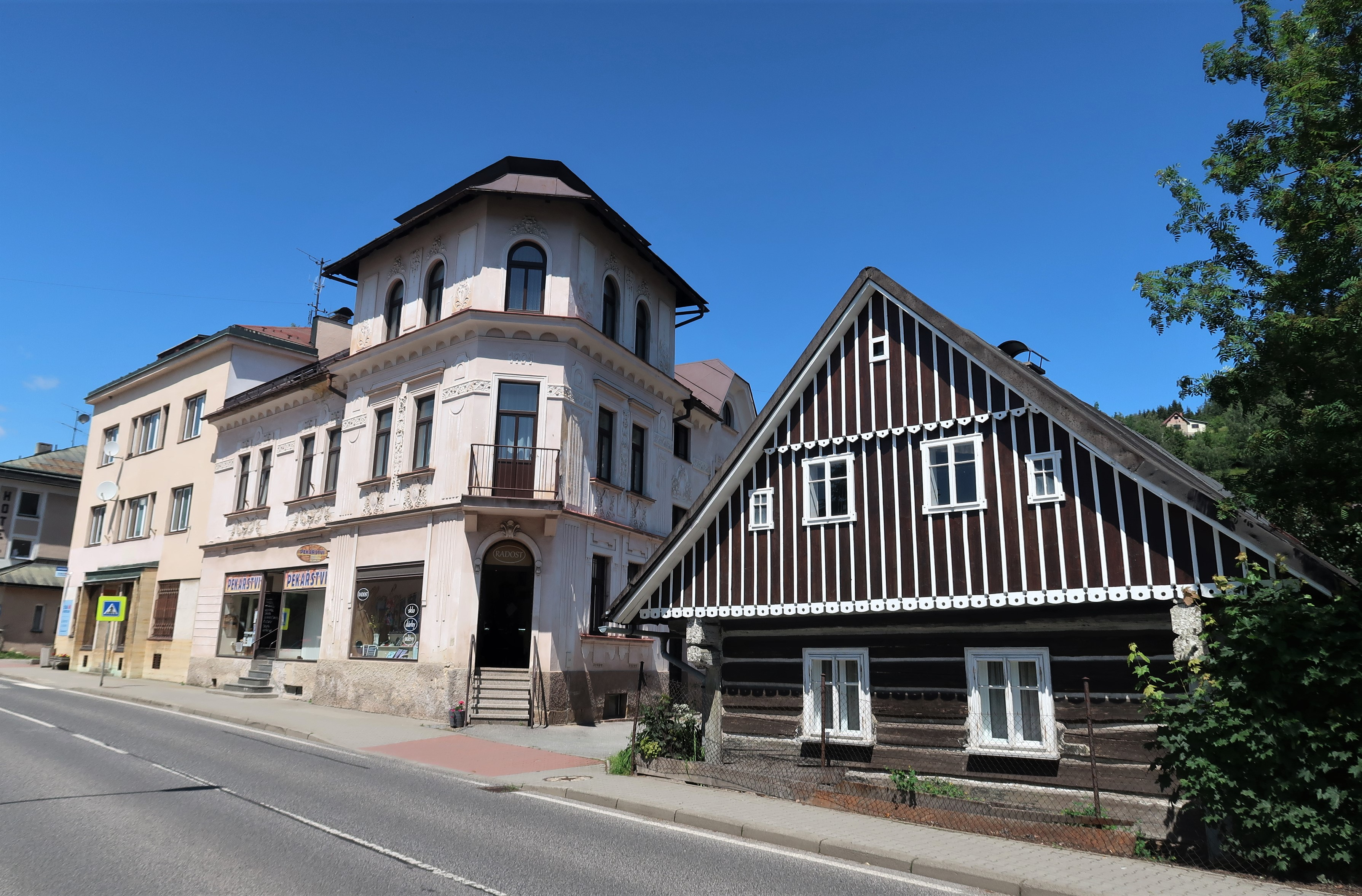
Nádražní ulice s roubeným domem č.p. 289
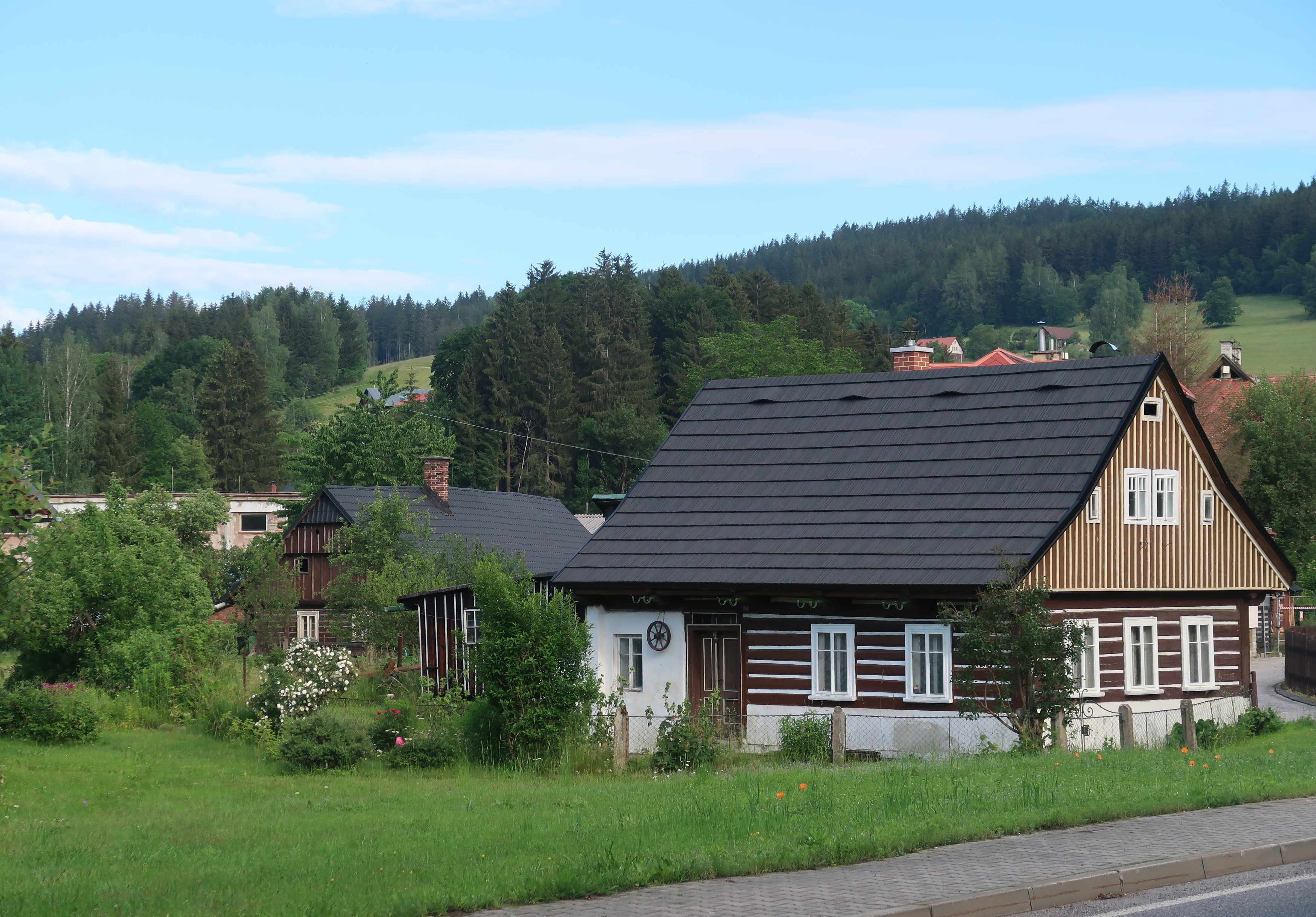
Stará zástavba podél řeky Jizery
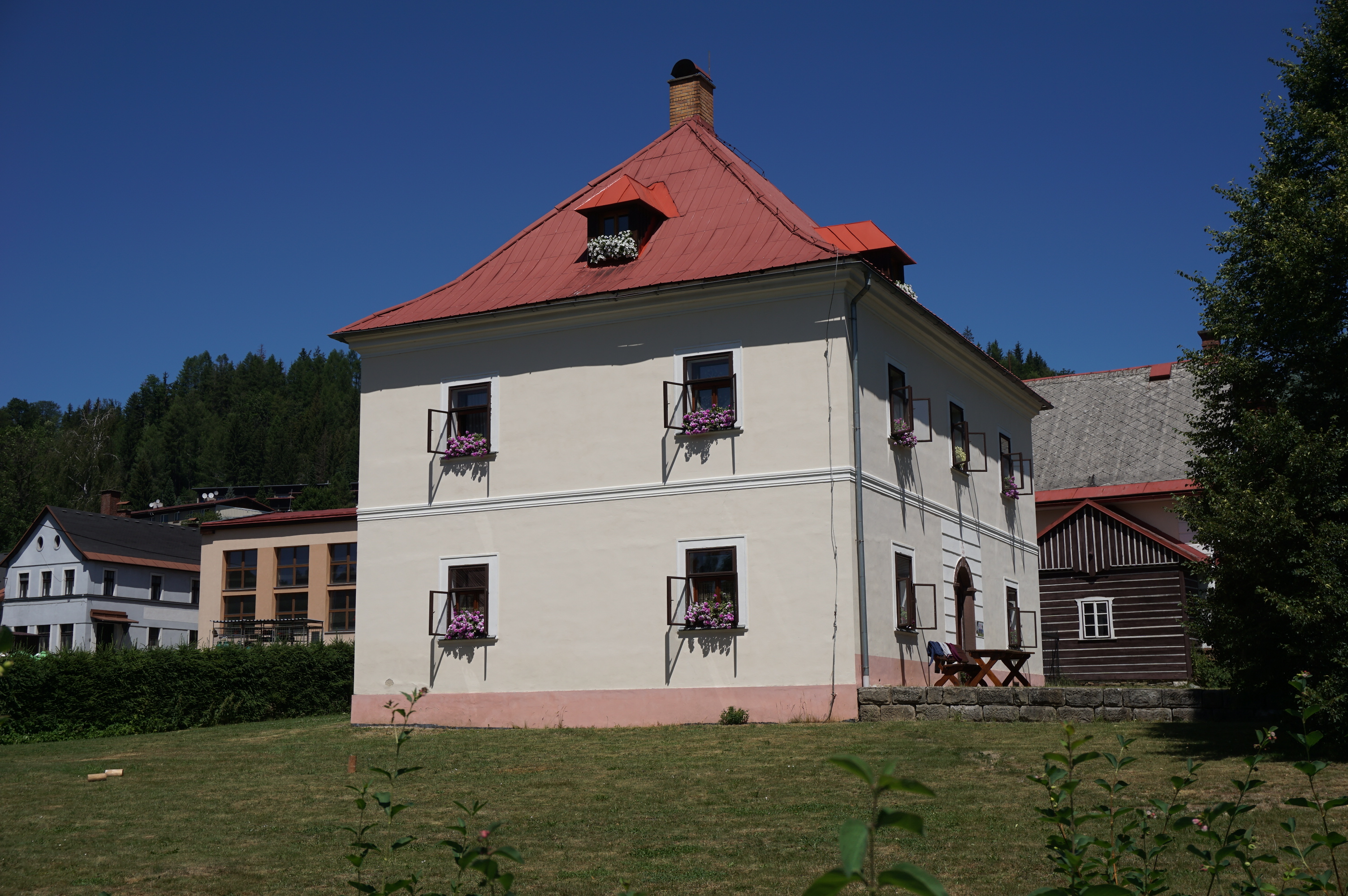
Fara v Jablonci nad Jizerou
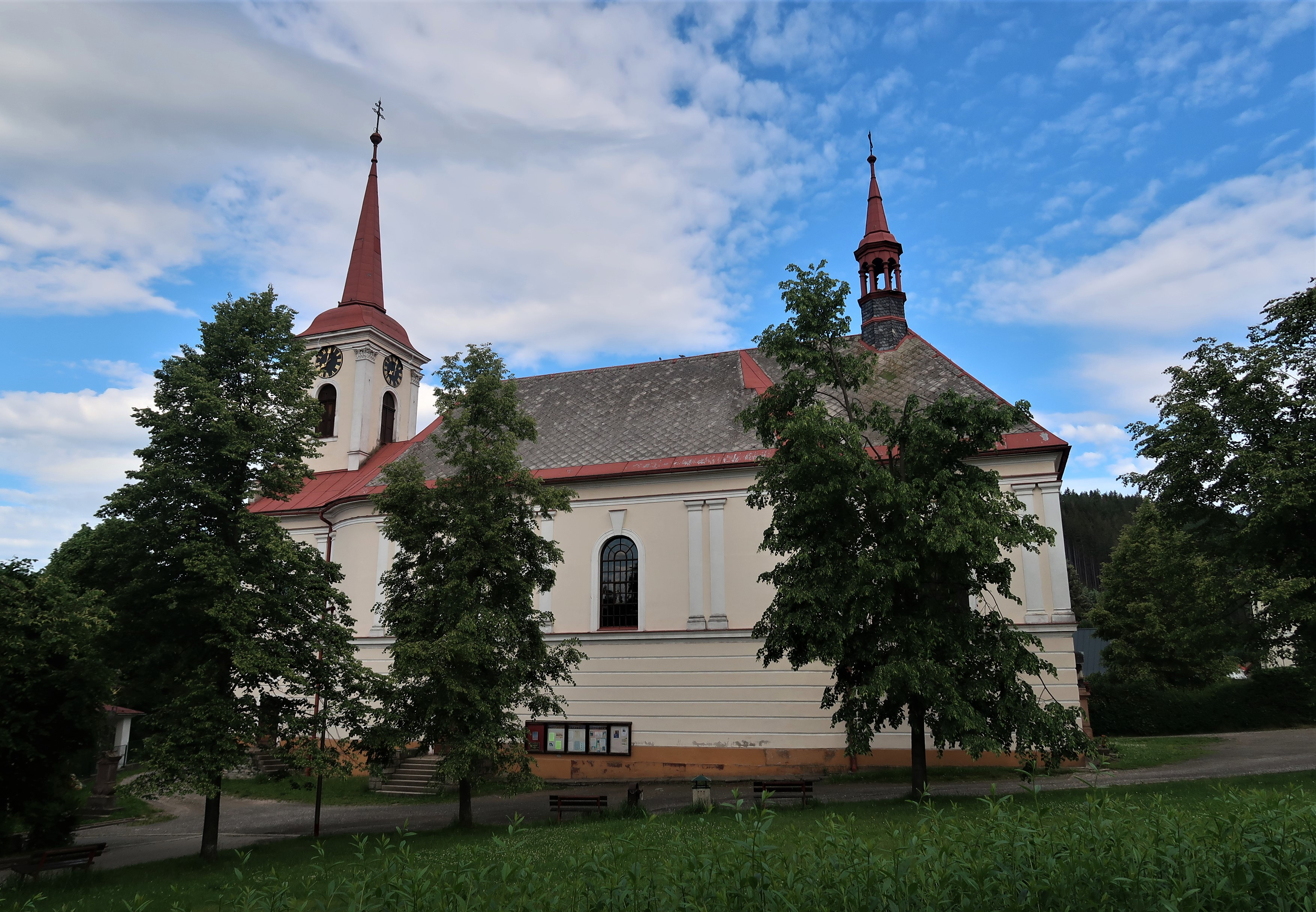
Kostel sv. Prokopa
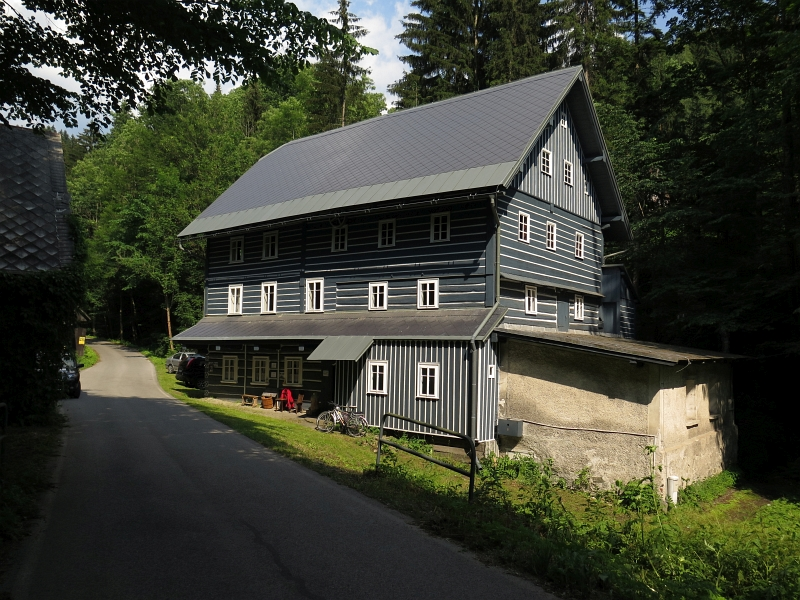
Janatův mlýn v Buřanech